# Maarten van der Weijden
Maarten van der Weijden (ur. 31 marca 1981 w Alkmaar) – holenderski pływak, specjalizujący się w pływaniu na otwartym akwenie.
Jego największym sportowym osiągnięciem jest wywalczenie w 2008 roku złotego medalu na igrzyskach olimpijskich w Pekinie na dystansie 10 kilometrów w pływaniu na otwartym akwenie.
W 2006 roku wywalczył srebro mistrzostw Europy w Budapeszcie na dystansie 10 kilometrów na otwartym akwenie.
2 lata później wywalczył złoty medal na 25 kilometrów oraz brązowy na 5 kilometrów podczas mistrzostw świata w pływaniu na otwartym akwenie w Sewilli.